# Chimarra biungulata
Chimarra biungulata är en nattsländeart som beskrevs av Douglas E. Kimmins 1964. Chimarra biungulata ingår i släktet Chimarra och familjen stengömmenattsländor. Inga underarter finns listade i Catalogue of Life.